# Globia laeta
Globia laeta là một loài bướm đêm thuộc họ Noctuidae. Nó được tìm thấy ở Bắc Mỹ, bao gồm Ohio, Illinois, New Jersey và Ontario.
Sải cánh dài khoảng 28 mm. Con trưởng thành bay từ tháng 7 đến tháng 9 tùy theo địa điểm.
Ấu trùng đục thân các loài Sparganium.